# Dầu tổng hợp

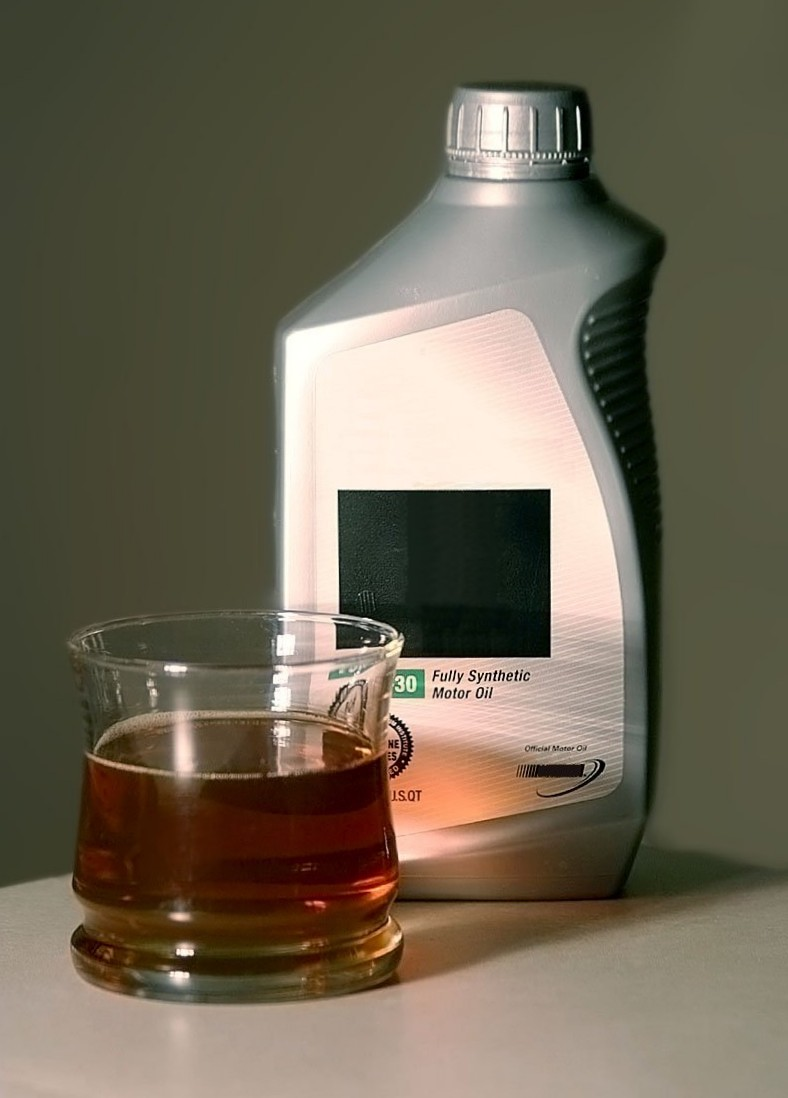
Một mẫu dầu động cơ tổng hợp

Dầu tổng hợp là một chất bôi trơn bao gồm các hợp chất hóa học được sản xuất nhân tạo. Chất bôi trơn tổng hợp có thể được sản xuất bằng cách sử dụng các thành phần dầu biến đổi hóa học chứ không phải toàn bộ dầu thô, nhưng cũng có thể được tổng hợp từ các nguyên liệu thô khác. Tuy nhiên, thành phần cơ bản vẫn là dầu thô chiếm tỷ lệ áp đảo được chưng cất và sau đó được biến đổi về mặt vật lý và hóa học. Quá trình tổng hợp thực tế và thành phần của các chất phụ gia nói chung là một bí mật thương mại và sẽ khác nhau giữa các nhà sản xuất.
Dầu tổng hợp được sử dụng thay thế cho dầu tinh chế dầu khi hoạt động ở nhiệt độ khắc nghiệt. Chẳng hạn, động cơ phản lực máy bay yêu cầu sử dụng dầu tổng hợp, trong khi động cơ piston máy bay thì không. dầu tổng hợp cũng được sử dụng trong dập kim loại để cung cấp các lợi ích về môi trường và các lợi ích khác khi so sánh với các sản phẩm dầu mỏ và chất béo động vật thông thường. Những sản phẩm này cũng được gọi là "không dầu".

## Các loại

### Đầy đủ
Một số dầu "tổng hợp" được sản xuất từ dầu cơ sở nhóm III, một số từ nhóm IV. Một số từ sự pha trộn của hai. Mobil đã kiện Castrol và Castrol đã thắng thế khi cho thấy rằng dầu gốc nhóm III của họ đã được thay đổi đủ để nó đủ tiêu chuẩn là tổng hợp. Kể từ đó API đã xóa tất cả các tham chiếu đến Tổng hợp trong tài liệu của họ về các tiêu chuẩn. "Tổng hợp đầy đủ" là một thuật ngữ tiếp thị và không phải là chất lượng có thể đo lường được.